# IAAF Grand Prix
Le Grand prix IAAF (ou IAAF Grand prix) était une compétition annuelle d'athlétisme organisée par l'IAAF entre 1985 et 2009. 
Ces différents meetings étaient classés par la fédération internationale d'athlétisme en deuxième catégorie de 1998 à 2002, puis en troisième catégorie, derrière ceux de la Golden League et de l'IAAF Super grand prix. Ces compétitions sont intégrées dans le calendrier du Tour mondial d'athlétisme (World Athletics Tour), et permettent aux athlètes de remporter des points en fonction des performances réalisées. 